# پینگوکولا
پینگوکولا (انگلیسی: Pinguecula) یا توده زرد روی چشم یک تغییر در بافت طبیعی ملتحمه چشم است که باعث رسوب پروتیین، چربی یا کلسیم می‌شود.

## علل
تماس طولانی مدت با اشعه ماوراء بنفش می‌تواند از علل پیدایش پینگوکولا باشد. از عوامل زمینه‌ساز آن می‌توان به تحریک مزمن و تماس طولانی‌مدت با اشعه ماوراء بنفش اشاره کرد.

## تفاوت بین ناخنک و پینگوکولا
ناخنک رشد یک ضایعه مثلثی (بافت گوشتی) در ملتحمه چشم است که از سفیدی چشم (ملتحمه) روی سیاهی چشم (قرنیه) کشیده می‌شود. این ضایعه ناشی از رشد خوش‌خیم بافت پیوندی و رگ‌های ملتحمه‌است. پینگوکولا یک لکه یا برجستگی زرد در ملتحمه است که اغلب در نزدیک‌ترین سمت به بینی دیده می‌شود.